# Rangueil (métro de Toulouse)
Pour le quartier de Toulouse, voir Rangueil.
Rangueil est une station de la ligne B du métro de Toulouse. Elle est située dans le quartier Rangueil, au sud-est de la ville de Toulouse.

## Situation sur le réseau
Rangueil est située sur la ligne B du métro de Toulouse, entre les stations Saouzelong au nord et Faculté-de-Pharmacie au sud.

## Histoire
Lors de son inauguration le 30 juin 2007, cette station était équipée d'un quai à 8 portes qui ne lui permettait que de recevoir des rames à deux voitures.
En 2016, la station a enregistré 1 328 776 validations. En 2018, 1 369 573 voyageurs sont entrés dans la station, ce qui en fait la 32e station la plus fréquentée sur 37 en nombre de validations.

Panorama de Toulouse depuis les hauteurs de Rangueil.

## Services aux voyageurs

### Accès et accueil
La station est située dans le quartier Rangueil, au niveau de la rue Emile Guyou, en bas de nombreux immeubles. Son unique entrée se compose d'un ascenseur, un escalier et un escalator. La station est équipée de guichets automatiques permettant l'achat des titres de transports.

### Desserte
Comme sur le reste du métro toulousain, le premier départ des terminus (Borderouge et Ramonville) est à 5h15, le dernier départ est à 0h du dimanche au jeudi et à 3h le vendredi et samedi.

### Intermodalité
La station est desservie par les lignes 23 et 80 du réseau Tisséo.

## L'art dans la station
L'œuvre de cette station a été réalisé par les artistes Claude Caillol et Judith Bartolani. Des sacs plastiques ainsi que d'autres objets posés derrière une verrière rappelant le complexe commercial qui se trouve à proximité.

## À proximité
- Le quartier résidentiel de Rangueil.
- L'INSA de Toulouse.
- Théâtre Jules-Julien
- Station VélôToulouse no 166, 23 RUE GUYOU